# ブライトホルン

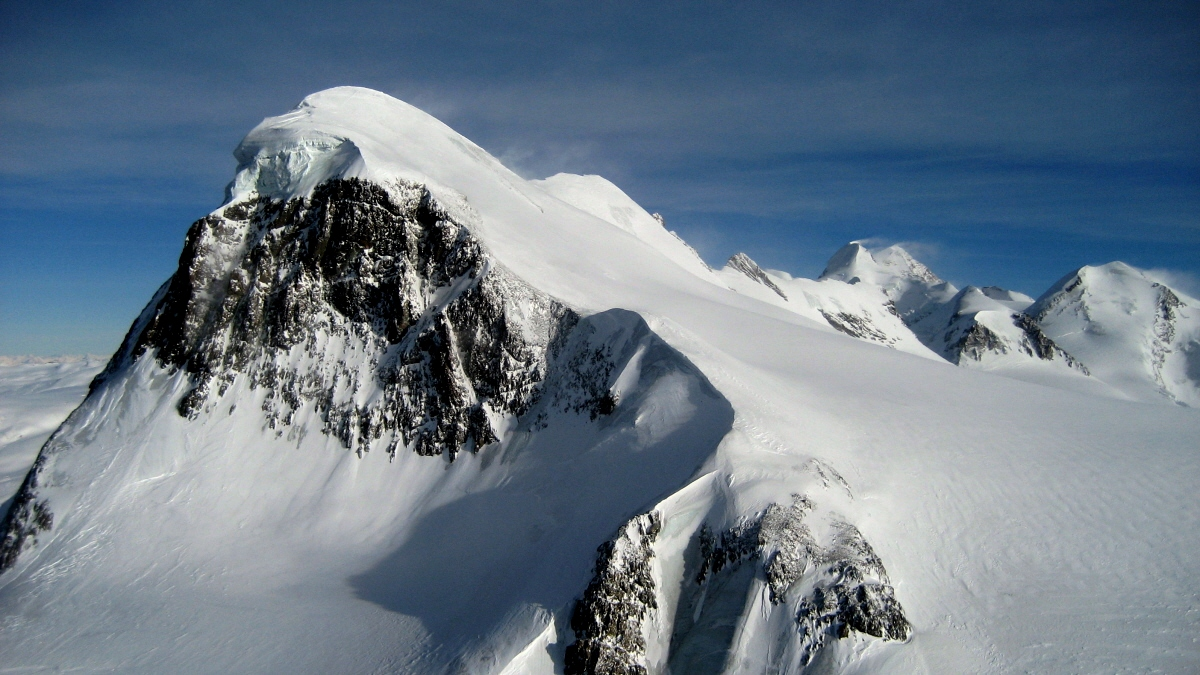
西側のクライン・マッターホルンからの眺め

ブライトホルン（独: Breithorn、大きい山の意）は、スイスとイタリアの国境にあるペンニネアルプス山脈の山。標高4164m。マッターホルンとモンテローザのおよそ中間、テオドゥル峠の東のアルプス主系に位置する。大部分は氷河に覆われ、主峰の東側に中ブライトホルン、東ブライトホルン、ブライトホルンツヴィリンゲ、ロッチャ・ネーラなど、いくつかの副峰がある。主峰はしばしば西ブライトホルンの名で区別される。最も近い村はヴァレー州のツェルマットとヴァッレ・ダオスタ州のアヤスである。
アルプスの4000m級のなかでは、最も登りやすい山とされる。ツェルマットから登山道の起点である3820m地点まで、クライン・マッターホルンのケーブルカーで行けるためである。イタリア側（南側）の標準ルート（南南西）は、35度の雪の斜面を登るまで、氷河の高原が続く。しかし、慣れていない登山者が雪庇や悪天候に遭遇すると、厳しい困難に直面する場合がある。さらなる挑戦を望む熟練した登山者には、ブライトホルンの尾根を半分トラバースする選択肢もある。
1813年にヘンリー・メイナード、ジョゼフ＝マリー・クッテ、ジャン・グラス、ジャン＝バプティスト・エラン、ジャン＝ジャック・エランが初登頂した。
2019年8月、「24時間テレビ42」内で土屋太鳳が生中継での登山挑戦することが発表された。